# Characidium stigmosum
Characidium stigmosum és una espècie de peix de la família dels crenúquids i de l'ordre dels caraciformes.

## Morfologia
- Els mascles poden assolir 4,3 cm de llargària total.
- Nombre de vèrtebres: 32-33.[5]

## Hàbitat
Viu en zones d'alta altitud.

## Distribució geogràfica
Es troba a Sud-amèrica: Brasil.